# Wirtschaftsgut (Steuerlehre)
In der Steuerlehre bezeichnet der Rechtsbegriff Wirtschaftsgut die Bewertungsobjekte, die das Betriebsvermögen oder Privatvermögen bilden. Der Begriff ist innerhalb der Steuergesetze nicht legal definiert. Nach der Rechtsprechung umfasst er jedes nach der Verkehrsanschauung im Wirtschaftsleben selbständig bewertbare Gut, das in seiner Einzelheit von Bedeutung und bei einer Veräußerung greifbar ist.

## Begriffsverwendung
Für die Gewinnermittlung durch Betriebsvermögensvergleich ist das Betriebsvermögen am Ende des laufenden Wirtschaftsjahres zu ermitteln und mit dem Betriebsvermögen am Ende des vorangegangenen Wirtschaftsjahres zu vergleichen. In das Betriebsvermögen können nur bilanzierungsfähige Wirtschaftsgüter einbezogen werden. Auch die Besteuerung privater Veräußerungsgeschäfte (§ 23 Abs. 1 Satz 1 Nr. 2 EStG) knüpft an den Begriff des Wirtschaftsguts an. 
Die Definition des Begriffes Wirtschaftsgut ist auch für die Abgrenzung zwischen (sofort abzugsfähigem) Erhaltungsaufwand und aktivierungspflichtigen Herstellungskosten bedeutsam. 
Der Grundsatz der wirtschaftlichen Betrachtungsweise führt dazu, dass ein Gebäude – je nach Nutzungszusammenhang – in bis zu vier unterschiedliche Wirtschaftsgüter zerfallen kann.
Im Steuerrecht haben sich verschiedene Unterscheidungsmerkmale für Wirtschaftsgüter herausgebildet. So wird unterschieden nach Wirtschaftsgütern des abnutzbaren oder nicht abnutzbaren Anlage- oder des Umlaufvermögens, nach Immobilien und Mobilien sowie nach materiellen bzw. immateriellen Wirtschaftsgütern. Nicht zuletzt bestehen 
Besonderheiten hinsichtlich der geringwertigen Wirtschaftsgüter. Nach diesen Abgrenzungen richtet sich die Bewertung, Abschreibung und die Gewährung von Investitionszulagen.

## Begriffsdefinition
Obwohl die Steuergesetze den Begriff des Wirtschaftsgutes häufig verwenden (seit 1934 steht er im Einkommensteuergesetz), so kennt das Steuerrecht keine Legaldefinition. Die Rechtsprechung des Bundesfinanzhofs hat folgende Kriterien herausgearbeitet:
- Wirtschaftsgüter sind alle Rechtsgegenstände sowie alle vermögenswerten Vorteile einschließlich tatsächlicher Zustände und konkreter Möglichkeiten.
- Werthaltigkeit: Für die Erlangung des Vermögenswerts müssen Kosten entstanden sein, die einen Nutzen für mehrere Wirtschaftsjahre erbringen.
- Eigenständigkeit: Das Wirtschaftsgut muss nach der Verkehrsanschauung als selbständige Einzelheit wahrgenommen werden und in dieser Eigenschaft von Bedeutung sein.
- Verkehrsfähigkeit: Der Vermögenswert muss durch Veräußerung realisierbar sein; dabei fordert das Steuerrecht – im Gegensatz zu einer verbreiteten Meinung im Handelsrecht – keine Einzelveräußerbarkeit, sondern erachtet die Möglichkeit einer Übertragung im Rahmen einer Betriebsveräußerung für ausreichend.

## Bewertung
Die Bewertung des Wirtschaftsguts richtet sich für die Ertragsteuern nach den Ansatz- und Bewertungsvorschriften der Steuerbilanz, für die Substanzsteuern hingegen nach dem Bewertungsgesetz.
In der Steuerbilanz werden aktive und passive Wirtschaftsgüter unterschieden. Ausgaben, die zur Schaffung eines aktiven Wirtschaftsgutes führen, stellen somit entweder einen Aktivtausch oder eine Bilanzverlängerung dar und sind in diesem Zeitpunkt erfolgsunwirksam.

## Abgrenzung zum Handelsrecht
Im Gegensatz zum Handelsrecht, wo die Begriffe Vermögensgegenstand und Schulden vorherrschen, spricht das Steuerrecht von positiven bzw. negativen Wirtschaftsgütern. Während sich die Begriffe des negativen Wirtschaftsgutes und der Schulden weitestgehend entsprechen, lassen sich zwischen Vermögensgegenständen und positiven Wirtschaftsgütern gewisse Unterschiede feststellen. Diese zeigen sich darin, als die steuerliche Rechtsprechung bei ihrer Interpretation des Wirtschaftsguts und damit des handelsrechtlichen Begriffs des Vermögensgegenstands zu anderen Ergebnissen kommt als die handelsrechtliche Literatur. Diese nimmt einen Vermögensgegenstand grundsätzlich nur dann an, wenn er nicht nur selbständig bewertbar, sondern auch selbständig verkehrsfähig ist. Weil das Handelsrecht damit die Bedingung in den Vordergrund stellt, dass es sich um ein einzeln veräußerbares Gut handelt, ist der Begriff des positiven Wirtschaftsgutes umfangreicher als der des Vermögensgegenstandes, da das Steuerrecht diese Bedingung nicht aufstellt. Ein  Beispiel ist der derivative (entgeltlich erworbene) Geschäfts- oder Firmenwert, der aus Sicht des Handelsrechts nach allgemeinen Grundsätzen keinen Vermögensgegenstand darstellt. Er gilt aufgrund der spezialgesetzlichen Fiktion in § 246 Abs. 1 Satz 4 HGB als aktivierungspflichtiger Vermögensgegenstand.